# STS 8 Mission
STS 8 Mission war eine deutsche Power-Metal-Band aus Bonn.

## Geschichte
Die Bonner Band Forced Entry verlor nach Erscheinen des selbstbetitelten Albums 1988 ihren Sänger, weil der sich einer neugegründeten Band anschloss. Kurz darauf verließ auch der Bassist Forced Entry. Nachdem sich die beiden Ersatz-Leute eingespielt hatten, sollte es 1989 in der Besetzung Xaver Drexler (Gesang), Rüdiger Blinden (Gitarre), Mike Gare (Gitarre), Roland Wedel (Bass) und Willy Schwäbig (Schlagzeug) weitergehen. Doch dann meldete sich eine US-Band, die die Namensrechte an Forced Entry geltend machte. Es erfolgte eine Umbenennung in The Pakk, doch auch dieser Name war „belegt“. Xaver Drexler ließ die Leser des Fanzines Deadline an den Überlegungen zur Namensfindung teilhaben: „Wir hatten die Schnauze voll, unseren Namen alle fünf Minuten zu wechseln. Uns „Bonebreakers“ oder „Thunderheads“ zu nennen, war uns zu trivial. […] Wenn [ungewöhnliche Namen] geläufig sind, sind sie schon wieder normal.“ Rüdiger Blinden brachte den Namen aus seinem Florida-Urlaub mit. Er hatte einen Bericht der NASA gelesen, in dem ein Code mit der Bezeichnung STS vorkam. STS bedeutet „Space Transporting System“. STS 8 ist die achte Space-Shuttle-Mission. Die Bezeichnung gefiel der Band, wobei sie allerdings „Secret Transporting System“ im Kopf hatte. Es wurde sofort ein Logo entworfen, das ebenfalls für gut befunden wurde.
Bei den Vorbereitungen zur LP kam es zur Trennung von Mike Gare, da er eine härtere Gangart einschlagen wollte, während der Rest der Band beim Heavy Metal mit Speed-Einschlag bleiben wollte. Gare, oft „Gage“ geschrieben, beteiligte sich in Köln an der Gründung von Jumpin’ Jesus. In Thomas Schmitt (Gitarre, Keyboard) aus Kiel wurde ein Ersatz gefunden. Das Label Atom H Records machte der Band wegen der Umbesetzungsverzögerung Druck. Die Produktion des Albums verlief dementsprechend hektisch. Die Songs bezeichnete Blindert als Schnellschüsse. Zudem habe man auch nicht genug davon gehabt, um selektieren zu können.
Probleme bei der Covergestaltung führten letztendlich zu der Entscheidung, kein Motiv zu verwenden, sondern lediglich das die ganze Hüllenvorderseite ausfüllende Bandlogo mit dem Albumtitel The Mystery of Time abzubilden. Drexler gab an, in den ersten vier Wochen nach Erscheinen seien 5000 Exemplare abgesetzt worden. Blindert unterbreitete eine andere Einschätzung: Eine zu starke Konkurrenz durch andere Veröffentlichungen sowie Vertriebsprobleme hätten für Anlaufschwierigkeiten gesorgt. Insgesamt sei aber eine zufriedenstellende Verkaufszahl herausgekommen.
Kurz nach der Veröffentlichung von Mystery of Time sprangen drei der fünf Musiker aus unterschiedlichen Gründen ab. Übrig blieben Xaver Drexler und Thomas Schmitt. Neu hinzu stießen Uli Henke (Bass) und Rainer Schmitz (Schlagzeug). Das Folgealbum Slippin’ into Fiction wurde von Ralph Hubert im Phoenix-Studio zu Herne produziert und vom Label Major Records für Mai 1992 angekündigt. In Japan wurde das Album als CD veröffentlicht. Im selben Jahr unternahm STS 8 Mission Tourneen mit Chroming Rose und mit Steelheart.
Ein erneuter Schlagzeugerwechsel brachte Ulf Borgards zur Band. Diese Formation war jedoch ohne Plattenvertrag, und um nicht auf der Stelle zur treten, finanzierte STS 8 Mission das Album Blind in Eigenregie. Der japanische Markt war weiterhin an den Bonnern interessiert und Metal Mania Teichiku nahm sich des Albums an. Eine Japan-Tour scheiterte am Bankrott des Labels. 1993 löste sich STS 8 Mission auf.
Xaver Drexler sang in der Folge einige Alben für verschiedene Bands ein. Er starb 2010 im Alter von 42 Jahren.

## Stil
Marc Duval schrieb 1990 im Metal Hammer, die Vorgängerband Forced Entry, aus der nur Rüdiger Blinden (Gitarre) und Willy Schwäbig (Schlagzeug) übrigblieben, habe „straighten Heavy Rock“ gespielt. Mit den Neuen Xaver Drexler (Gesang), Thomas Schmitt (Gitarre, Keyboard), Roland Wedel (Bass) habe sich ein „abwechslungsreicher Heavy Rock mit sehr viel Melodie und gelegentlichen Abwanderungen in den Speed-Metal-Bereich“ ergeben. Der Metal Hammer fasste den Stil 1992 als Power Metal zusammen.
Frank Trojan vom Rock Hard machte 1990 einen typischen „German-Metal-Touch“ aus. Die Band beteuerte Vergleiche mit z. B. der US-amerikanischen Power-Metal-Band Crimson Glory nicht zu mögen. Andererseits zeige dieser Vergleich doch, dass ein internationaler Touch in ihrer Musik drin sei. Mit zunehmender internationaler Erfahrung würde dieser von alleine zunehmen. Trojans Redaktionskollege Frank Albrecht wich 1992 nicht von der Ursprungsassoziation ab, indem er „bodenständiger Teutonen-Metal“ schrieb. Einige Ausgaben später titulierte Matthias Breusch das Repertoire von STS 8 Mission als langweiligen „Proberaumschmonzes“.
Im Fanzine Deadline charakterisierte Markus Müller den Stil mit der hohen Gesangsstimme als schnell und melodisch, zwischendurch langsamer.

## Diskografie
- 1990: The Mystery of Time (Atom H)
- 1992: Slippin’ into Fiction (Major Records)
- 1994: Blind (Eigenproduktion/Metal Mania Teichiku)